# بلع
البلع أو الابتلاع أو الازدراد هو عملية يتم من خلالها انتقال الطعام أو الشراب من الفم ،إلى البلعوم، ثم المريء وتكون مصحوبة بغلق لسان المزمار. إذا فشل لسان المزمار في الغلق أثناء عملية البلع، قد يحدث اختناق.

## في الإنسان

### التحكم
تناول الطعام وبلعه هي عمليات عضلية عصبية معقدة تتكون من ثلاث مراحل : الفم، البلعوم، المريء. كل مرحلة يتم التحكم فيها بآلية عصبية مختلفة، فالمرحلة الفموية هي مرحلة إرادية يتم التحكم فيها باستخدام الجهاز الحوفي والفص الداخلي الوسطي من قشرة المخ وبمشاركة من القشرة الحركية للمخ ومناطق أخرى. عملية البلع في البلعوم تبدأ بالفم ويتم التحكم فيها عن طريق مركز البلع في النخاع المستطيل وجسر المخ. يبدأ رد الفعل المنعكس باستثارة مستقبلات اللمس في البلعوم عن طريق بلعة الطعام.
البلع هو آلية معقدة فهو يستخدم كلا من العضلات الهيكلية (في اللسان) والعضلات الملساء (في البلعوم والمريء). الجهاز العصبي اللاإرادي يتحكم في كلا من مرحلتي البلعوم والمريء.

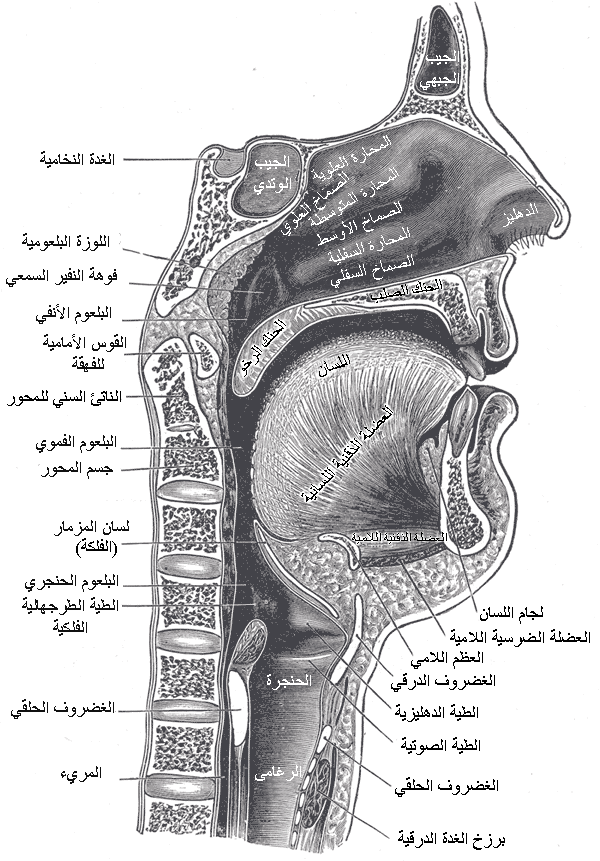

### مراحل البلع

#### الفم
1) الترطيب : يتم ترطيب الطعام بمساعدة اللعاب الذي يتم افرازه من الغدد اللعابية
2) المضغ : يتم تكسير الطعام إلى جزيئات صغيرة عن طريق حركة الأسنان التي يتحكم فيها عضلات المضغ.
3) تكوين قناة لمرور بلعة الطعام
4) حركة بلعة الطعام للخلف

#### البلعوم
5) غلق البلعوم الأنفي
6)استعداد البلعوم لاستقبال بلعة الطعام
7) فتح قناة استاكيوس
8) غلق البلعوم الفموي
9) غلق الحنجرة
10) ارتفاع العظم اللامي
11) عبور البلعة من خلال البلعوم

#### المريء
12) الحركة الدودية للمريء
13) ارتخاء المريء

## في الحيوان
في العديد من الطيور، تتم عملية البلع بالاعتماد على الجاذبية الأرضية إلى حد كبير، حيث يقوم الطائر برفع رأسه موجها منقاره لأعلى ثم يدفع الفريسة باستخدام لسانه وفكه فتنزلق الفريسة إلى أمعائه
في الأسماك، يكون لسانها عظميا وبالتالي فهو اقل حركة ولذلك فهي تعتمد في عملية البلع على اندفاع الماء إلى الفم وخروجه من الخياشيم